# Natalia Antónova
Natalia Antónova (en ruso: Наталья Антонова; 25 de mayo de 1995) es una deportista rusa que compite en ciclismo en la modalidad de pista.
Ganó una medalla de plata en el Campeonato Mundial de Ciclismo en Pista de 2021 y dos medallas en el Campeonato Europeo de Ciclismo en Pista, oro en 2020 y bronce en 2021.

## Medallero internacional
| Campeonato Mundial | Campeonato Mundial  | Campeonato Mundial | Campeonato Mundial    |
| Año                | Lugar               | Medalla            | Competición           |
| ------------------ | ------------------- | ------------------ | --------------------- |
| 2021               | Roubaix ( Francia)  | Medalla de plata   | Velocidad por equipos |
| Campeonato Europeo |                     |                    |                       |
| Año                | Lugar               | Medalla            | Competición           |
| 2020               | Plovdiv ( Bulgaria) | Medalla de oro     | Velocidad por equipos |
| 2021               | Grenchen ( Suiza)   | Medalla de bronce  | Velocidad por equipos |